# Crypt TV
CryptTV es una compañía estadounidense de entretenimiento  centrada en el desarrollo, producción y distribución de contenido digital con temática de horror, con un énfasis en monstruos y personajes recurrentes en universos enlazados. Fue fundado por Jack Davis y Eli Roth en 2015 y respaldado por Jason Blum y Blumhouse Producciones.
CryptTV se especializa en vídeos cortos de horror hechos para el internet, incluyendo personajes virales como el Birch y el Look-See. La compañía tiene una combinación de seguidores en redes sociales de 5 millones  me gusta en Facebook y 3.41 millones de suscriptores en Youtube.

## Historia
Jack Davis, quién todavía atendía a la Universidad de Duque en aquel tiempo, conoció a Eli Roth en una cena en 2013. El par se mantuvo en contacto, hablando cómo hacer entretenimiento de horror efectivo en pantallas de teléfono. CryptTV fue formada cuando Davis y Roth juntos lanzaron un "susto de seis segundos" concurso en octubre de 2014, como "una manera de probar para ver si realmente podrías hacer gran contenido aterrador en forma corta por móvil," según Davis. El concurso fue presentado en Buenos días América y posteriormente se hizo viral, recibiendo más de 15,000 entregas. Roth le mostró el concurso a Jason Blum, quién buscaba una estrategia digital para Blumhouse Producciones, y Blum se convirtió en el primer inversor de CryptTV. La compañía fue oficialmente lanzada en abril de 2015 en Los Ángeles con sólo tres empleados: Davis, Darren Brandl como Jefe Agente Operativo, y Kate Krantz tan Agente de Contenido en Jefe.
En marzo de 2017, CryptTV reunió $3.5 millones en financiación, dirigido por el fundador de capital empresarial Lerer Hippeau Ventures, un partidario de Buzzfeed. La compañía ha recaudado $6.2 millones de inversores pasados.
En septiembre de 2018, CryptTV anunció que se asociaron con Facebook watch para producir y estrenar una serie de quince episodios sobre The Birch, uno de sus más popular IPs, el cual fue lanzado exclusivamente en el sitio de streaming el 19 de octubre de 2019. En julio de 2019,  fue anunciado que The Birch era la primera parte de un trato de cinco series entre Cripta y Facebook watch, con cada serie recibiendo una temporada de 10 episodios. Stereoscope y Kinderfänger premiaron en agosto y octubre de 2020, y las dos series restantes, Mira Mira y Mujer en el Libro, premiados en enero y junio de 2021.
En mayo de 2021, licencias CriptTV hicieron su primera aparición en un videojuego, con tres personajes que aparecen como tercer-fiesta skins de contenido descargable en el juego Muerto por Luz del día por el comportamiento Interactivo. En abril de 2021,  fue anunciado que CryptTV había generado un tratar con el sitio de transmisión NBC Pavo real para producir una serie de ocho episodios basado en otro de los más recientes IPs, La Chica en el Bosque. La serie fue presentada exclusivamente en Pavo real en octubre de 2021, incluyendo a Krysten Ritter (Jessica Jones) como dirigiendo los primeros cuatro episodios.
En mayo de 2022,  fue anunciado vía Deadline que CryptTV fue seleccionada para producir su primer largometraje de lengua inglesa, tituló La Chica Negra Enojada y Su Monstruo. La película fue dirigida y escrita por Bomani J. Historia (Rock Steady Row), con Jack Davis y Darren Brandl uniendo historia como productores, y Jasmine Johnson y Jeremey Elliott como productores ejecutivos. Una reimaginación de Mary Shelley Frankenstein, la película sigue a una chica adolescente llamada Vicaria quién trae su hermano de la muerte, sólo para que él regrese como un monstruo que busca venganza. Laya DeLeon Hayes (El Empate) está protagonizando como Vicaria, y estará acompañada por Denzel Whitaker (El Grande Debaters, Black Panther) como su coestrella. La producción para la película empezó en junio de 2022. Una fecha de estreno para la película no ha sido confirmada todavía.

## Propiedad intelectual
CryptTV libera aproximadamente 100 vídeos cada tres meses, construyendo su audiencia a través de Facebook y YouTube y tiene en promedio más de 100 millones de vistas en línea por mes. Utilizando reacciones de tiempo real en redes sociales para probar personajes y conceptos, la mayoría de personajes bien-recibidos son introducidos al "Universo de Monstruo de la Cripta," quién entonces forma la base para tantos como 15 vídeos en un trimestre. Giggles the Clown, The Look-See, y Sunny Family Cult están entre las series más populares desarrolladas de este modo.
Los personajes virales de CryptTV se expanden más allá de vídeos narrativos tradicionales; Giggles the Clown hace entrevistas en directo con seguidores, comprometiéndose en redes sociales como un típico influencer lo haría, y  ha aparecido como una atracción en Knott  Scary Farm. CryptTV también tiene un trato de comercialización con Spencer's Gifts, el cual vende mercancía para Giggles, The Birch, y Sunny Family Cult.

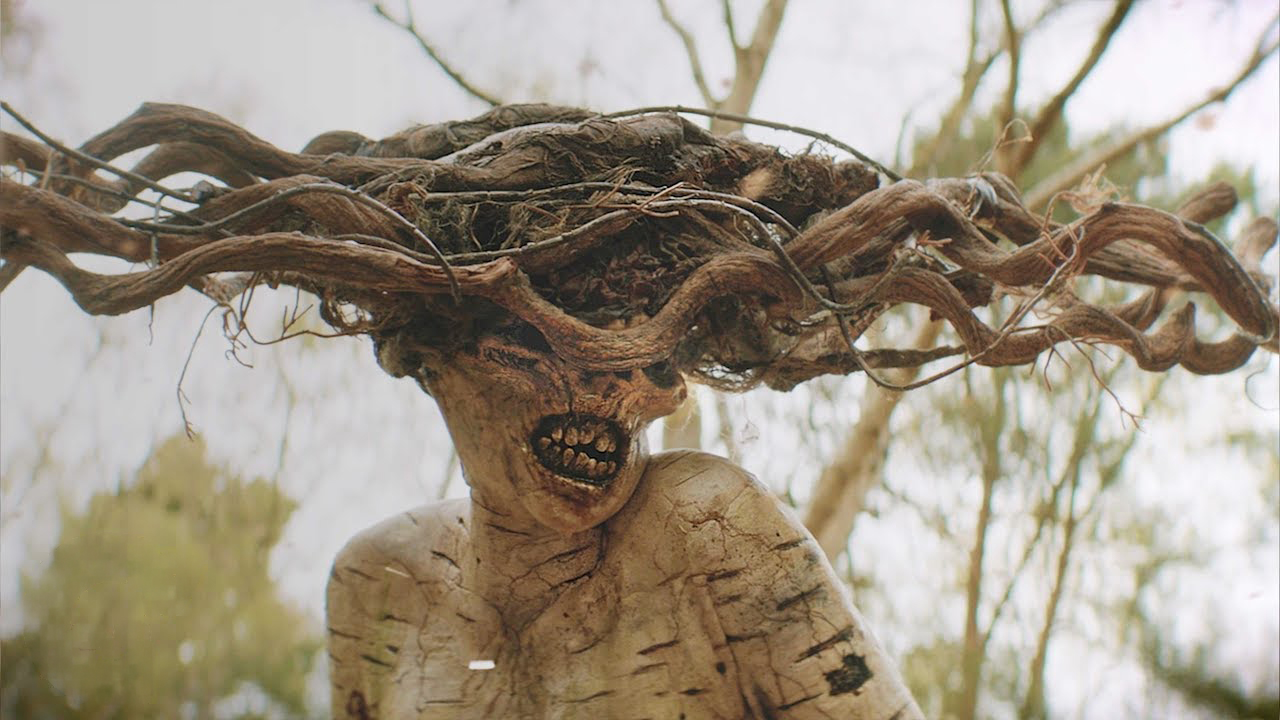
El Abedul, el personaje titular del corto de 2016 del mismo nombre.

### El Abedul
Producido por CryptTV en 2016, El Abedul es película corta sobre un árbol sensible quién protege un chico adolescente de matones, siendo convocados por el matón del grupo, un chico que rompe el talismán del árbol. El corto fue escrito y dirigido por Anthony Melton y Ben Franklin, y El diseño de criatura del Abedul fue diseñado por el artista de efectos especiales, Cliff Wallace. El cortometraje fue viral, ganando un premio Webby en 2017. El Abedul fue expandido y desarrollado a un completo y establecido Universo de Monstruo de Cripta como personaje en su propia serie de Facebook watch, y en 2020, el espectáculo fue renovado para un segunda temporada de diez episodios que se estrenaron en marzo de 2021.

### El Mira-Ve
El Mira-Ve es una serie web de horror popular basada en un corto con el mismo nombre. La serie es sobre una entidad demoniaca con sonrisa de dientes afilados que pone sus víctimas escogidas a pruebas potencialmente  fatales. Las víctimas tienen que escoger entre dejar ir un elemento concreto o persona a la que se han aferrado por un tiempo largo, y fracasan en liberar el objeto concreto, terminará en la muerte de la víctima. El personaje y la serie fueron creados por Landon Stahmer. El corto original  aumentó su popularidad muy deprisa, y el monstruo titular es ahora uno de la mayoría de monstruos más reconocibles de CryptTV.

### Mi Primer Día
Mi Primer Día es un corto de comedia oscura sobre un niño demente quién consigue ser aceptado en un colegio privado para jóvenes aspirantes de asesinos en serie. El corto fue escrito y dirigido por Jon Kovel. El corto fue viral y fue mostrado en 2017 en el Festival de cine Tribeca como parte de una antología de horror titulado, la locura de Monstruos de televisión de Cripta.

### Culto Familiar soleado
El culto Familiar soleado es una popular  serie web de basada en un corto con el mismo nombre. El programa se centra alrededor de una chica adolescente llamada Taylor, quién aspira a una vida normal mientras balancea el no tan normal culto de asesinato de serial de la familia. Incluye actores como Trew Mullen, Russell Cummings, y Stephanie Estes, y los episodios fueron dirigidos por Gabriel Younes y John Ross. La serie era finalmente lo que conecta el Universo de Monstruo de la Cripta, con un libro misterioso lleno de otros monstruos populares de las series de Universo del Monstruo de la cripta, que es revelado al final de la primera temporada. El símbolo y parafernalia enmascarada de culto has sido vistos en múltiples películas en el Universo de Monstruo de la Cripta, y Taylor y el antagonista principal Elias han aparecido en películas del Universo de Monstruo de Cripta.

### La Cosa en el Apartamento
La Cosa en el Apartamento es un corto popular de horror de 2015 acerca de dos mujeres quiénes tienen que confrontar a una criatura aterradora que las acecha en las sombras de un apartamento. El corto fue escrito y dirigido por John Ross. En 2017 fue mostrado en el Festival de cine Tribeca como la parte de una antología de horror llamada, la locura de Monstruos de televisión de CryptTV, y estuvo presente como parte de la network Rebanada de verano de Chiller. En 2017 tuvo una secuela, La Cosa en el Apartamento: Parte II.

### La Puerta en el Bosque
Producido y estrenado por CryptTV en octubre de 2018, La Puerta en el Bosque es película corta sobre una colonia escondida en el bosque que protege una puerta a una dimensión oscura. Cuatro niños que no creen la historia sobre la puerta van al bosque y la abren, liberando a una criatura monstruosa llamó El Brute que masacra la ciudad entera, dejando como única sobreviviente a una pequeña chica llamada Carrie. La película fue muy bien recibido por los espectadores, con El Brute convirtiéndose otra IP popular, y en 2020 hubo una secuela de la película original protagonizando Peyton Lista (Jessie, Cobra Kai) y Kal Penn (Superviviente Designado) fue estrenado. Titulado La Chica en el Bosque, la secuela siguió los acontecimientos inmediatamente después de La Puerta en el Bosque, con Carrie siendo encontrada por un segundo superviviente llamado Arthur Dean (representado por Penn), y finalmente una Carrie adulta (representada por Lista) sale a matar a El Brute.
En 2021, fue anunciado que una serie de ocho episodios basada en los dos cortometrajes serían estrenados por CriptTV en compañía con el servicio de streaming de NBC, Pavo real y fue estrenado exclusivamente enPavo real en octubre más tarde ese año. Krysten Ritter fue el director, y Stefanie Scott, Misha Osherovich, y Sofía Bryant fueron contratados como personajes regulares de la serie.

## Filmografía seleccionada
| Año  | Título                                | Tipo de proyecto            | Distribuidor              |
| ---- | ------------------------------------- | --------------------------- | ------------------------- |
| 2015 | Esto Día Olvidado en Susto            | Cortometraje                | Facebook, YouTube/Youtube |
| 2015 | La Cosa en el Apartamento             | Serie digital               | Hearst Estudios digitales |
| 2016 | Mi Primer Día                         | Cortometraje                | Facebook, YouTube/Youtube |
| 2016 | Trozo de Summer                       | Serie de cortometraje       | Chiller Red               |
| 2016 | El Abedul                             | Cortometraje                | Facebook, YouTube/Youtube |
| 2017 | Fábulas de cripta                     | Serie digital               | Facebook, YouTube/Youtube |
| 2017 | Hospicio                              | Serie de cortometraje       | Facebook, YouTube/Youtube |
| 2017 | Estereoscopio                         | Cortometraje                | Facebook, YouTube/Youtube |
| 2017 | Mordeo                                | Cortometraje                | Facebook, YouTube/Youtube |
| 2017 | Morgu                                 | Cortometraje                | Facebook, YouTube/Youtube |
| 2017 | Culto Familiar soleado                | Cortometraje; serie digital | Facebook, YouTube/Youtube |
| 2017 | El Mira-Ve                            | Cortometraje                | Facebook, YouTube/Youtube |
| 2017 | Hombrepastel                          | Serie de cortometraje       | Facebook, YouTube/Youtube |
| 2017 | Ghosted                               | Serie digital               | Verizon go90              |
| 2017 | El Escogido                           | Cortometraje                | Facebook, YouTube/Youtube |
| 2017 | Corazón de piedra                     | Serie de web                | Facebook, YouTube/Youtube |
| 2017 | El más allá                           | Serie digital               | Fullscreen                |
| 2017 | El Mira-Ve Parte II                   | Cortometraje                | Facebook, YouTube/Youtube |
| 2017 | El Mira-Ve Parte III                  | Serie de cortometraje       | Facebook, YouTube/Youtube |
| 2018 | La Puerta en el Bosque                | Cortometraje                | YouTube/Youtube           |
| 2018 | Juventud problemática                 | Cortometraje                | Facebook, YouTube/Youtube |
| 2018 | Brazalete de amistad y Mantener Fuera | Serie digital               | Netflix                   |
| 2019 | El Abedul                             | Web serie televisiva        | Reloj de Facebook         |
| 2020 | La Chica en el Bosque                 | Cortometraje                | YouTube/Youtube           |
| 2020 | Steroscope                            | Web serie televisiva        | Facebook Watch            |
| 2020 | Kinderfänger                          | Web serie televisiva        | Facebook Watch            |
| 2021 | Mira Mira                             | Web serie televisiva        | Facebook Watch            |
| 2021 | Mujer en el Libro                     | Web serie televisiva        | Facebook Watch            |
| 2021 | La Chica en el Bosque                 | Web serie televisiva        | Pavo real                 |
| 2021 | Chhorii                               | Película de hindi           | Amazon Vídeo Primo        |